# شعبي (أغنية جي بالفين وويلي ويليام)
«شعبي» ((بالإسبانية: Mi Gente)‏ (بالإنجليزية: My People)‏) هي أغنية للمغني الكولومبي جي بالفين، والمغني الفرنسي ويلي ويليام. أصدرت الشركتان (بالإنجليزية: Scorpio Music)‏، ويونيفرسال ميوزيك لاتين إنترتينمينت الأغنية في 30 يونيو 2017. كتب الأغنية جي بالفين، وويلي ويليام، ودي جي أسد، وأندريس ديفيد ريستريبو، وموهومبي، وأنتجها ويلي ويليام.

## ريمكس بيونسيه
تم إصدار نسخة ريمكس تتضمن المغنية الأمريكية بيونسيه في 28 سبتمبر 2017 من قبل الشركات (بالإنجليزية: Scorpio Music)‏، ويونيفرسال ميوزيك لاتين إنترتينمينت، وكولومبيا للتسجيلات، و(بالإنجليزية: Parkwood Entertainment)‏، وريبابليك ريكوردز. كتب الأغنية جي بالفين، وويلي ويليام، وموهومبي، ودي جي أسد، وأندريس ديفيد ريستريبو، وذا-دريم، وبيونسيه، وأنتجها ويلي ويليام، وبيونسيه.